# Ponti di Roma
Elenco di ponti costruiti a Roma dalle origini ai giorni nostri sui fiumi Tevere e Aniene – inclusi quelli ormai scomparsi ma storicamente documentati – più alcuni viadotti, cavalcavia o passerelle ciclopedonali che, pur non scavalcando i due fiumi, hanno comunque una qualche rilevanza architettonica, urbanistica o toponomastica.

## Ponti sul fiume Tevere
| Antico ponte Sublicio                                   | Oggi scomparso, si trovava a valle dell'Isola Tiberina, dopo il ponte Emilio. Secondo Tito Livio, era il ponte che Orazio Coclite difese da solo dall'assalto nemico durante l'assedio di Roma da parte di Porsenna (508-507 a.C.). |
| Ponte Emilio                                            | Oggi noto come ponte Rotto: probabilmente risalente alla metà del III secolo a.C., ricostruito nel 179 a.C. e completato nel 142 a.C. Ne restano oggi solo un'arcata della ricostruzione cinquecentesca e i piloni originali di epoca romana. Sorgeva a valle dell'isola Tiberina, presso il più antico ponte Sublicio. È attualmente affiancato dal ponte Palatino. |
| Ponte Milvio                                            | Conosciuto nel medioevo come ponte Mollo: menzionato per la prima volta nel 207 a.C., fu ricostruito in muratura nel 110 a.C. Anticamente costituiva il passaggio sul Tevere sia della via Flaminia che della via Cassia, cui si aggiungevano la via Clodia e la via Veientana. È aperto al solo transito pedonale e ciclabile. |
| Ponte Fabricio                                          | Detto anche ponte dei Quattro Capi. Edificato da Lucio Fabricio nel 62 a.C. e in seguito restaurato nei secoli XV e XVII. Collega l'Isola Tiberina alla riva sinistra del Tevere. |
| Ponte Cestio                                            | Oggi ponte di San Bartolomeo: edificato da Lucio o Gaio Cestio alla metà del I secolo a.C., restaurato nel IV secolo; oggi resta l'arcata centrale originaria, mentre quelle più esterne sono una ricostruzione del XIX secolo. Collega l'Isola Tiberina alla riva destra del Tevere. |
| Ponte di Agrippa (Antonino / Aurelio / di Valentiniano) | Venne fatto erigere da Agrippa, genero dell'imperatore Augusto, poco prima della sua morte avvenuta nel 12 a.C. Subì un radicale rifacimento nel 147 sotto l'imperatore Antonino Pio prendendo il nome di pons Antonini o Aurelius. A seguito di un restauro nel IV secolo, cambiò nuovamente nome in pons Valentiniani. Crollato a seguito di una piena del Tevere nel 791, divenne noto anche come pons fractus o pons ruptus. Sulle sue rovine, in epoca papale, sorse ponte Sisto. |
| Ponte Neroniano o Trionfale                             | Costruito sotto l'imperatore Nerone, nel I secolo d.C.; ne sono visibili oggi scarsi resti che affiorano durante le magre del fiume presso l'attuale ponte Vittorio Emanuele II. |
| Ponte Elio / Ponte Sant'Angelo                          | Costruito nel 134 sotto l'imperatore Adriano per collegare alla riva sinistra il suo mausoleo, che sarebbe poi divenuto Castel Sant'Angelo. Fu ornato in più tempi con statue in epoca papale, quando assunse l'attuale nome di ponte Sant'Angelo. |
| Ponte di Probo                                          | Costruito sotto Marco Aurelio Probo (276-282) e ricostruito sotto Teodosio I nel 381-387. Oggi scomparso, la sua esatta ubicazione non è storicamente certa. |
| Ponte Sisto                                             | Costruito sotto papa Sisto IV tra il 1473 e il 1479 sulle rovine del ponte Valentiniano, fra le attuali piazza Trilussa e via dei Pettinari. È adibito al solo transito pedonale. |
| Le «barchette»                                          | Per quasi tre secoli il traffico fra una sponda e l'altra del Tevere fu servito anche da barconi assicurati a un cavo teso tra le due rive, che ne rendeva l'utilizzo relativamente sicuro anche in caso di forte corrente. Erano detti «barchette», denominazione che sopravvive in via della Barchetta (tra via di Monserrato e via Giulia). Gaetano Moroni nel suo Dizionario di erudizione storico-ecclesiastica (1840) sostiene che la prima «barchetta» sarebbe comparsa nel 1582. Giovanni Battista Nolli nella Topografia (1736-1748) ne individua sei, tutte situate tra i due porti principali del Tevere: - la prima tra la dogana di Ripetta e i prati di Castello; - la seconda all'altezza dei resti del Ponte Trionfale (presso il quale erano ancorate anche due mole: sulla riva destra quella del Santo Spirito, e sulla sinistra quella dei Fiorentini, di cui una strada conserva ancora il nome); - la terza tra via dei Bresciani e via della Lungara all'altezza della chiesa di S. Giuseppe, la prima entrata in uso; - la quarta tra il vicolo della Lunetta (a via Giulia, dov'è oggi il Liceo Virgilio) e Villa Farnesina; - la quinta tra l'inizio di via Giulia, poco prima di Ponte Sisto, e Porta Settimiana; - la sesta e ultima all'altezza dei resti dell'antico Ponte Sublicio, tra la via della Salara e il vicolo del Canale, al porto di Ripa Grande. Le «barchette» rimasero in uso fino ai primi anni di Roma capitale del Regno d'Italia, nella seconda metà del XIX secolo. |
| Ponte dei Fiorentini                                    | Fu costruito da una società anonima francese nel 1863 presso la basilica di San Giovanni Battista dei Fiorentini, con struttura in ferro e piano sospeso in tavole di legno sorretto da tiranti. Per passarlo si pagava un pedaggio, da cui il nome popolare di “ponte del soldo” o “del soldino”. Fu demolito nel 1941 dopo la costruzione, poco più a monte, del ponte Principe Amedeo Savoia Aosta. |
| Ponte dell'Industria                                    | Comunemente detto anche: "ponte di ferro", fu costruito nel 1863 come ponte ferroviario per la linea proveniente da Civitavecchia e originariamente chiamato ponte di San Paolo. È costituito da arcate in ferro e ghisa appoggiate su tubi di ghisa riempiti di calcestruzzo. In origine la parte centrale era mobile per consentire il passaggio dei velieri. Al tempo della costruzione del nuovo ponte ferroviario di San Paolo, nel 1911, fu restaurato e adibito al traffico veicolare e a gasdotto. Ha una lunghezza di 131 m. |
| Ponte di Ripetta                                        | Detto anche: "passerella di Ripetta". Ponte provvisorio in ferro eretto tra il 1877 e il 1879 presso la passeggiata omonima, all'altezza della chiesa di San Girolamo dei Croati antistante il porto di Ripetta. Rimase in funzione per oltre vent'anni, più o meno fino all'abbandono del porto stesso, poi totalmente demolito per far posto ai "muraglioni". La "passerella" fu smantellata ai primi del Novecento dopo che, proprio a fianco, era sorto ponte Cavour. |
| Ponte Palatino                                          | Iniziato nel 1886 e inaugurato nel 1891, collega lungotevere di Ripa nel rione Trastevere a lungotevere Aventino, subito a valle dell'Isola Tiberina e accanto ai resti dell'antico ponte Emilio. È detto comunemente “ponte inglese” per il senso di marcia delle carreggiate invertito rispetto al consueto, cioè all'inglese appunto, benché a Roma tale caratteristica non sia esclusiva di questo ponte. Ha una lunghezza di 155 m. |
| Ponte Umberto I                                         | Realizzato da Angelo Vescovali, fu inaugurato nel 1885. Collega il rione Ponte in asse con via G. Zanardelli al rione Prati in corrispondenza del palazzo di Giustizia (Piazza dei tribunali). Il largo situato sulla riva sinistra in corrispondenza del ponte prende da esso il nome di "piazza di ponte Umberto I". Ha tre arcate in muratura per una lunghezza di 105 m. |
| Ponte Garibaldi                                         | Realizzato da Angelo Vescovali e inaugurato nel 1888, era in origine costituito da un pilone centrale in muratura più due arcate in ferro che, tra il 1953 e il 1958, furono sostituite da nuove, anch'esse in muratura. Collega il rione Trastevere (Piazza G. G. Belli) con lungotevere De' Cenci e via Arenula, immediatamente a monte dell'Isola Tiberina alla quale il pilone centrale è unito tramite una banchina artificiale lunga circa 50 m. Ha una lunghezza di 120 m. |
| Ponte degli Alari                                       | Ponte provvisorio in ferro eretto nel 1889 per unire i rioni Ponte e Borgo. Collocato tra ponte sant'Angelo e l'attuale ponte Vittorio Emanuele II, dopo la costruzione di quest'ultimo nel 1911 fu smantellato e Il materiale fu riutilizzato per altri ponti provvisori, come quello della Magliana e quello della Scafa a Fiumicino. |
| Ponte Regina Margherita                                 | Detto anche ponte Margherita. Iniziato nel 1886 e inaugurato nel 1891 ad opera di Angelo Vescovali. Collega piazza della Libertà nel rione Prati (in asse con via Cola di Rienzo) a via Ferdinando di Savoia verso Piazza del Popolo, nel rione Campo Marzio. Ha tre arcate in muratura rivestite di travertino per una lunghezza di 103 m. |
| Ponte Cavour                                            | Iniziato nel 1891 e inaugurato nel 1896 ad opera di Angelo Vescovali. Mette in comunicazione il rione Prati (via Vittoria Colonna) col rione Campo Marzio (via Tomacelli). Ha cinque arcate in mattoni, per una lunghezza di 110 m. |
| Ponte Giuseppe Mazzini                                  | Iniziato nel 1904 e inaugurato nel 1908 ad opera degli architetti Viviani e Moretti. Mette in collegamento il rione Trastevere all'altezza del carcere di Regina Coeli con il rione Ponte (largo G. Perosi). Ha tre arcate in muratura per una lunghezza di 106 m. |
| Ponte ferroviario di San Paolo                          | Costruito tra il 1907 e il 1910 in sostituzione del ponte dell'Industria, serve le linee ferroviarie tra le stazioni di Trastevere e Ostiense. Ha tre arcate in muratura per una lunghezza di 101 m. Nel 1990 fu affiancato da un secondo ponte in calcestruzzo armato precompresso. |
| Ponte Vittorio Emanuele II                              | Costruito su progetto di Ennio De Rossi, fu inaugurato nel 1911. Collega piazza Pasquale Paoli (in asse con corso Vittorio Emanuele II) con il rione Borgo all'altezza dell'Arcispedale di Santo Spirito in Saxia. |
| Ponte del Risorgimento                                  | Costruito nel 1911 per riunire i luoghi dell'Esposizione Internazionale d'Arte, collega i quartieri Della Vittoria (piazza Monte Grappa) e Flaminio (piazzale delle Belle Arti). Primo ponte costruito in calcestruzzo armato a Roma, si sviluppa su un'unica arcata di 100 m di luce per una lunghezza complessiva di 159 m. |
| Ponte Sublicio                                          | Iniziato nel 1914 su progetto di Marcello Piacentini, fu inaugurato nel 1919. Mette in collegamento piazza di Porta Portese in Trastevere coi rioni Testaccio e Ripa (piazza dell'Emporio). Ha tre arcate per una lunghezza di 105 m. |
| Ponte Giacomo Matteotti                                 | Progettato da Augusto Antonelli come “ponte delle Milizie” poiché in asse con il viale omonimo, fu inaugurato nel 1929 col nome di Ponte del Littorio, per poi assumere l'attuale denominazione nel dopoguerra poiché sito a poche centinaia di metri dal luogo in cui nel 1924 l'eponimo Giacomo Matteotti fu rapito per poi essere assassinato nelle campagne fuori Roma. Il ponte collega il rione Prati (piazza delle Cinque Giornate) col quartiere Flaminio (lungotevere Arnaldo da Brescia); ha tre arcate in muratura per una lunghezza di 138 m. |
| Ponte della ferrovia Roma-Civita Castellana-Viterbo     | Ponte a cinque campate in cemento armato percorso dalla ferrovia Roma-Civita Castellana-Viterbo (FC3), della lunghezza complessiva di 130 m. Sorge circa trecento metri a valle della confluenza dell'Aniene nel Tevere. Fu inaugurato nell'ottobre 1932 assieme alla linea stessa e poi ampliato nel dopoguerra per consentire il raddoppio del binario. |
| Ponte Duca d'Aosta                                      | Iniziato nel 1939 e inaugurato nel 1942. Collega lungotevere Flaminio all'altezza di piazza Mancini col Foro Italico (piazza Lauro De Bosis), in asse con la "stele Mussolini" e il viale del Foro Italico. Ha tre arcate in cemento armato, di cui la più lunga centrale scavalca interamente il fiume. È lungo 220 m e largo 30. Sui quattro angoli al piano stradale presenta cippi illuminati, decorati con altorilievi raffiguranti scene della prima guerra mondiale, opera di quattro diversi scultori. |
| Ponte Principe Amedeo Savoia Aosta                      | Inaugurato nel 1942 in sostituzione del ponte dei Fiorentini, collega le pendici del Gianicolo fra i rioni Borgo e Trastevere (piazza della Rovere) col rione Ponte all'altezza della basilica di San Giovanni Battista dei Fiorentini. Ha tre arcate per una lunghezza di 109 m. Talvolta abbreviato in "Ponte PASA" dalle iniziali del suo eponimo. |
| Ponte Testaccio                                         | Iniziato nel 1938 su progetto dell'architetto Bastianelli, fu inaugurato nel 1948. Collega i lungoteveri Testaccio e Portuense. Era detto popolarmente "ponte dell'Ammazzatora" (cioè "del mattatoio") poiché sorge in corrispondenza di una delle entrate dell'ex Mattatoio di Testaccio. |
| Ponte della Magliana                                    | Disegnato nel 1930 dall'ingegnere Romolo Raffaelli nell'ambito del progetto dell'EUR, era ancora in costruzione nel 1943 quando il cantiere venne distrutto dall'esercito tedesco. Fu completato tra il 1945 e il 1948. Costituito di sette arcate in cemento armato rivestito di travertino, ha una lunghezza di 224 m. È oggi parte del cosiddetto "viadotto della Magliana" (2,5 Km), cioè del tratto urbano dell'autostrada A91 Roma-Fiumicino. |
| Ponte Flaminio                                          | Progettato nel 1932 dall'architetto Armando Brasini, fu iniziato nel 1939. I lavori, interrotti per la seconda guerra mondiale, furono ripresi nel 1947 e conclusi nel 1951. Realizzato in calcestruzzo rivestito di travertino, è ornato da torri marmoree che sorreggono lampioni e da cippi con le distanze delle località raggiunte dalla via Cassia e dalla via Flaminia. Costruito a supporto dell'antico ponte Milvio per sostenere il traffico da e verso Nord, è oggi parte dell'asse viario di corso di Francia. Ha una lunghezza di 292 m. |
| Ponte di Mezzocammino                                   | Costruito in più tempi fra il 1943 e il 1951, è lungo 362 m. Fu usato prima come ponte unico poi come carreggiata interna del Grande Raccordo Anulare; in occasione dei lavori per il Giubileo del 2000 fu soppiantato dall'attuale doppio ponte costruito immediatamente più a valle. Attualmente funge da corsia di immissione dalla via Ostiense e dalla via del Mare verso la nuova carreggiata interna del GRA. |
| Ponte della Scafa                                       | Realizzato da Vito Camiz e inaugurato nel 1950, collega il confine nord ovest di Ostia Antica (Municipio Roma X) con l'Isola Sacra (comune di Fiumicino). È il ponte sul Tevere più vicino alla foce del fiume nel mar Tirreno, dalla quale dista circa 4 Km. È detto anche "ponte di Tor Boacciana", dal nome della torre medioevale sita un centinaio di metri più a valle, sulla riva sinistra. |
| Ponte di Castel Giubileo                                | Costruito nel 1951 a fianco dell'omonima diga per la produzione di energia idroelettrica, è il ponte sul Tevere più settentrionale all'interno del comune di Roma. Fino al 1979 vi passarono le due corsie a carreggiata unica del Grande Raccordo Anulare, tra le uscite per via Salaria e via Flaminia. Con l'ampliamento del GRA nel 1979 fu affiancato da un secondo ponte più a valle, di altezza superiore; con i lavori del quadrante nord-ovest del 2008 si aggiunse, ancora più a valle, un terzo ponte di elevazione ancora maggiore. Il ponte originario funge attualmente da collegamento locale tra le zone di Castel Giubileo e Prima Porta. |
| Ponte Guglielmo Marconi                                 | Progettato nel 1937 sull'asse viario di Viale Marconi per unire la zona di Trastevere con la zona dell'Esposizione Universale di Roma del 1942 (poi divenuta quartiere EUR), fu completato solo nel 1954. Costruito in cemento armato, ha una lunghezza di 235 m. |
| Ponte Tor di Quinto                                     | Costruito nel 1960 da Vito Camiz in occasione della XVII Olimpiade come parte della "via Olimpica", è il tratto della Tangenziale Est (in quel punto: via del Foro Italico) che scavalca il Tevere presso gli impianti sportivi dell'Acqua Acetosa. Il ponte, lungo circa 70 m, è parte di un viadotto di sette campate in cemento armato per una lunghezza complessiva di circa 300 m. |
| Ponte Bailey di Tor di Quinto                           | Ponte Bailey provvisorio eretto nel 1963 fra lungotevere dell'Acqua Acetosa e viale di Tor di Quinto per dirottarvi il traffico viario del vicino ponte Flaminio, chiuso temporaneamente per interventi di consolidamento. Esaurì la sua funzione l'anno seguente e le travature reticolari in acciaio e legno che ne costituivano la struttura orizzontale furono smantellate, lasciando invece in piedi i cinque imponenti piloni in calcestruzzo – tre dei quali posati in acqua – il cui possibile riutilizzo è stato oggetto negli anni di varie ipotesi e progetti. |
| Ponte Pietro Nenni                                      | Comunemente detto anche "ponte della metropolitana". Costruito fra 1969 e il 1972 dall'architetto Luigi Moretti, fu inaugurato nel 1980 assieme alla linea A della metropolitana che lo percorre e della quale costituisce l'unico tratto in superficie. Ha tre campate in cemento armato con due corsie di traffico veicolare che costeggiano da ambo i lati il tracciato ferroviario, collegando lungotevere Arnaldo da Brescia a lungotevere Michelangelo. Inizialmente pensato come "ponte Antonio Varisco", fu poi intitolato allo statista Pietro Nenni, scomparso un mese prima dell'inaugurazione. |
| Ponte canale sul Tevere                                 | Ponte strallato costruito da Aldo Tamburrino tra il 1975 e il 1978. È un ponte di collegamento idraulico tra il depuratore Roma nord sulla via Flaminia e il sollevamento Urbe sulla via Salaria. Benché dotato di carreggiate asfaltate di servizio, non è aperto al traffico veicolare ordinario. |
| Ponte della musica Armando Trovajoli                    | Costruito in acciaio, calcestruzzo e cemento armato e pavimentato in legno. Realizzato nel 2008 - 2010 su progetto di David Liagath e della Buro Happold Engineering. Collega il lungotevere Maresciallo Cadorna nel quartiere Della Vittoria a piazza Gentile da Fabriano nel quartiere Flaminio, in asse con via Guido Reni ove ha sede il MAXXI e con via Pietro De Coubertin dove sorge l'Auditorium Parco della Musica. Inaugurato nel 2011 come "Ponte della musica", nel 2013 fu intitolato al compositore Armando Trovajoli scomparso a gennaio di quell'anno. Attualmente è destinato ai soli transiti pedonale e ciclistico ma è strutturato in modo da sostenere anche un'eventuale linea tranviaria. |
| Ponte della Scienza                                     | Edificato a partire dal 2008, fu inaugurato l'8 luglio 2014 e intitolato a Rita Levi Montalcini. È un ponte pedonale in acciaio che collega il lungotevere Vittorio Gassman nel quartiere Portuense all'area dell'ex gazometro nel quartiere Ostiense. |

## Ponti sul fiume Aniene
| Ponte Mammolo            | Costruito probabilmente in epoca repubblicana per il passaggio della via Tiburtina, deve il suo nome probabilmente a Giulia Mamea, madre dell'imperatore Alessandro Severo. Nel XIII secolo vi furono aggiunte due torri fortificate e venne occupato dalla famiglia degli Orsini. Distrutto dai soldati francesi nel 1849 e ricostruito poco distante nel 1871, Attualmente è percorso dalla via Tiburtina per uscire da Roma, mentre per la direzione opposta è sorto un altro ponte più a valle, oltre a un terzo sul quale transita la linea B della metropolitana. |
| Ponte Nomentano          | Costruito alla fine del II secolo a.C., vi passa la via Nomentana. Dopo la distruzione dei Goti di Totila fu ricostruito dal generale bizantino Narsete nel 552. Fortificato sotto papa Adriano I (772-795), venne restaurato sotto papa Niccolò V (1447-1451) e ancora sotto papa Innocenzo X (1644-1655). Danneggiato nel 1849, fu di nuovo restaurato. Attualmente è inserito in un'area adibita a verde pubblico: il tratto di via Nomentana che lo percorre è stato chiuso al traffico veicolare e convogliato lungo la vicina via Nomentana Nuova. |
| Ponte Salario            | Percorso dalla via Salaria, scavalca l'Aniene poco a monte della sua confluenza nel Tevere. Risale probabilmente all'epoca repubblicana. Distrutto da Totila, fu ricostruito dal generale bizantino Narsete. Nell'VIII secolo fu fortificato con una torre, restaurata nel XV secolo sotto papa Niccolò V. Subì ulteriori distruzioni nel 1798, nel 1848 e nel 1867. Un nuovo ponte fu ricostruito dopo il 1870 e ampliato nel 1930. Fu in seguito affiancato da un secondo ponte che in quel tratto raddoppia la via Salaria costituendone la carreggiata diretta a nord.                                                                                                 |
| Ponte Lucano             | Costruito nel I secolo, vi passa la via Tiburtina. Deve il suo nome a Marco Plauzio Silvano (o Lucano), che vi eresse vicino il Mausoleo dei Plauzi, il sepolcro della sua famiglia. Distrutto da Totila nel 547, fu ripristinato da Narsete intorno al 560. Nel 1465, sotto papa Paolo II, il Mausoleo dei Plauzi fu adibito a torre fortificata e merlata, messa a guardia del ponte. Fu restaurato nel 1835 da Gregorio XVI. Su questo ponte passava la tranvia Roma-Tivoli, una linea extraurbana con locomotiva azionata a vapore, che è stata attiva dal 1879 al 1934. Negli anni sessanta fu adibito al traffico locale e sostituito da un nuovo ponte più a monte. |
| Ponte Tazio              | Costruito nel 1922 in sostituzione dei ponte Nomentano, collega la “città giardino” di Monte Sacro con il centro per mezzo della via Nomentana nuova. |
| Ponte Ugo Forno          | Ponte ferroviario in ferro. Il 5 giugno 2010 fu intitolato al giovane partigiano Ugo Forno che il 5 giugno 1944, assieme ad altri due commilitoni, ne evitò la distruzione da parte dei soldati tedeschi in ritirata, sacrificando la propria vita. |
| Ponte di via delle Valli | Costruito nel 1963, collega i quartieri Montesacro e Trieste. Oltre all'Aniene, il ponte scavalca la Tangenziale Est (circonvallazione Salaria) e le linee ferroviarie, nazionali e regionali, provenienti da nord e dirette alle stazioni Tiburtina e Termini. A poca distanza dal ponte ne sorge un altro esclusivamente ferroviario. |

Altri ponti sul fiume Aniene presenti all'interno del territorio del comune di Roma sono, da monte a valle:
- nuovo ponte della via Tiburtina, adiacente a ponte Lucano
- Ponte del Cavaliere
- ponte della Ferrovia Roma-Sulmona-Pescara
- viadotto dell'Autostrada A24 presso lo svincolo di Settecamini
- ponte di via di Salone
- viadotto dell'Autostrada A24 presso lo svincolo con il Grande Raccordo Anulare
- viadotto del Grande Raccordo Anulare
- ponte di via di Tor Cervara
- ponte della linea B della metropolitana
- nuovo ponte della via Tiburtina, direzione centro, adiacente a ponte Mammolo

## Viadotti e cavalcavia
Sono qui elencati alcuni viadotti, passerelle o cavalcavia estranei ai due fiumi ma aventi una qualche rilevanza architettonica, urbanistica o toponomastica.
| Ponte Bianco                     | Sovrappasso della circonvallazione Gianicolense sulla ferrovia Roma-Capranica-Viterbo (FL3) all'altezza di piazzale Enrico Dunant. Lungo circa 30 m e realizzato in muratura rivestita con marmi, fu costruito nel 1929 come da iscrizione: «A. VII E. F.» posta su entrambe le spallette. Nel 2000 il vallo ferroviario immediatamente a nord del ponte fu interamente coperto e la relativa galleria sbocca a pochi metri. Benché mai formalmente identificato da un odonimo, il ponte è menzionato come «Ponte Bianco» già negli anni cinquanta da Pier Paolo Pasolini, nel romanzo Ragazzi di vita (1955). |
| Ponte Lungo                      | Tratto della via Appia Nuova che, presso l'Alberone, scavalca il vallo della penetrazione urbana delle ferrovie regionali e nazionali. Il ponte, lungo circa 40 m, è in muratura e cemento, con parapetti di marmo e ferro al livello strada e barriere anti-suicidio in acciaio di epoca successiva. Ufficialmente anonimo, la sua denominazione popolare si è trasmessa all'attigua piazza di Ponte Lungo e, dopo il 1980, all'omonima stazione della metropolitana. |
| Viadotto Ansa del Tevere         | Ponte sospeso in cemento armato realizzato su progetto di Riccardo Morandi tra il 1965 e il 1967. Dedicato a Franco Della Scala, è percorso dall'Autostrada A91 Roma-Fiumicino che, senza scavalcare il Tevere, ne costeggia un'ansa all'altezza di Tor di Valle. È il ponte strallato più antico della città e ha una lunghezza di 145 m. |
| Ponte Artemisia Gentileschi Lomi | Progettato nell'ambito dei lavori pubblici per il Giubileo del 2000 e originariamente destinato alla piazza di San Giovanni in Laterano, fu poi eretto nel parco di Villa Doria Pamphilj. È una passerella ciclopedonale in acciaio e vetro, lunga circa 100 m e dalla caratteristica pianta semicircolare. Scavalca via Leone XIII – estremità sud della cosiddetta "via Olimpica" – ricollegando così le due metà del parco urbano separate proprio dalla suddetta arteria stradale, inaugurata nel 1960 in vista dei Giochi della XVII Olimpiade che si tennero nella Capitale.                             |
| Ponte degli Annibaldi            | Passerella pedonale lunga 123 m realizzata nell'ambito dei lavori pubblici per il Giubileo del 2000. Scavalca la via omonima collegando via della Polveriera a via Vittorino da Feltre. È costruita interamente in acciaio fatta eccezione per una seduta in pietra lavica, posta lungo tutta la linea mediana, che la rende un comodo punto panoramico dal quale ammirare il fianco nord del Colosseo, distante in linea d'aria poco più di un centinaio di metri. |
| Ponte Settimia Spizzichino       | Anche noto come "cavalcavia Ostiense", costituisce il prolungamento della circonvallazione Ostiense e la collega con via Ostiense scavalcando la linea ferroviaria Roma-Lido e la linea B della metropolitana. È un ponte ad arco, realizzato in acciaio e lungo 160 m, di cui circa 125 totalmente sospesi sopra i binari. La costruzione iniziò nel 2009. Fu inaugurato nel 2012 e intitolato all'unica donna ebrea sopravvissuta alla deportazione nazista dal ghetto di Roma verso Auschwitz, avvenuta nell'ottobre 1943.                                                                                  |
| Ponte 4 giugno 1944              | Viadotto ciclopedonale e filotranviario di circa 450 m che collega Fonte Laurentina all'area urbana di Tor Pagnotta, sovrappassando il Grande Raccordo Anulare. La data eponima è quella della liberazione di Roma da parte delle truppe Alleate durante la seconda guerra mondiale. |